# پایگاه نیروی هوایی هیندن
پایگاه نیروی هوایی هیندن (به انگلیسی: Hindon Air Force Station) یک فرودگاه نظامی است که یک باند فرود بتن و آسفالت دارد و طول باند آن ۲۷۴۳ متر است. این فرودگاه در شهر دهلی کشور هند قرار دارد و در ارتفاع ۲۱۳٫۴ متری از سطح دریا واقع شده‌است.